# Rhadinichthyidae
Die Rhadinichthyidae sind eine ausgestorbene Knochenfischfamilie aus dem Oberdevon und Karbon.

## Merkmale
Die Rhadinichthyidae sind kleine, etwas gedrungene oder schlanke Fische und erreichten in vielen Fällen gerade einmal eine Körperlänge von knapp über zehn Zentimeter oder blieben darunter. Sie haben eine vorstehende Schnauze und ein leicht unterständiges Maul. Das Prämaxillare fehlt, was zu einer Kerbe auf der Schnauzenoberseite führt. Das Operculare ist höher aber kürzer als das Suboperculare. Die Schmelzschuppen sind quadratisch und in diagonalen Reihen angeordnet.
Die Brustflossen sind schmal, die Bauchflossen sehr klein. Die Rückenflosse ist dreieckig und steht hinter der Körpermitte, kurz vor der Afterflosse oder direkt gegenüber. Die Schwanzflosse ist heterocerk und tief gespalten. Ihre beiden Loben sind ungleich lang, jedoch bei Cyranorhis gleich lang. In allen Flossen sind die Flossenstrahlen distal zweigeteilt.

## Systematik
Die Rhadinichthyidae werden von Nelson der Ordnung Palaeonisciformes zugeordnet, einer heterogenen Gruppe primitiver Chondrostei. Richard Lund & Cécile Poplin ordnen sie ohne Familie und Ordnung als das nach Cheirolepis am meisten basale Taxon direkt den Strahlenflossern (Actinopterygii) zu.

## Gattungen
- Aetheretmon White, 1927
- Cycloptychius Young, 1966
- Cyranorhis Lund & Poplin, 1997
- Eigilia Kazantseva, 1981
- Ganolepis Woodward, 1893
- Eurylepidoides Case, 1935
- Illinichthys Schultze & Bardack, 1987
- Mentzichthys Jubb, 1965
- Nozamichthys Schultze & Bardack, 1987
- Rhadinoniscus White, 1937
- Rhadinichthys Traquair, 1877
- Strepheoschema White, 1927
- Uydenia Kazantseva-Selezneva, 1980
- Wendyichthys Lund & Poplin, 1997